# Kaspar von Seckendorff

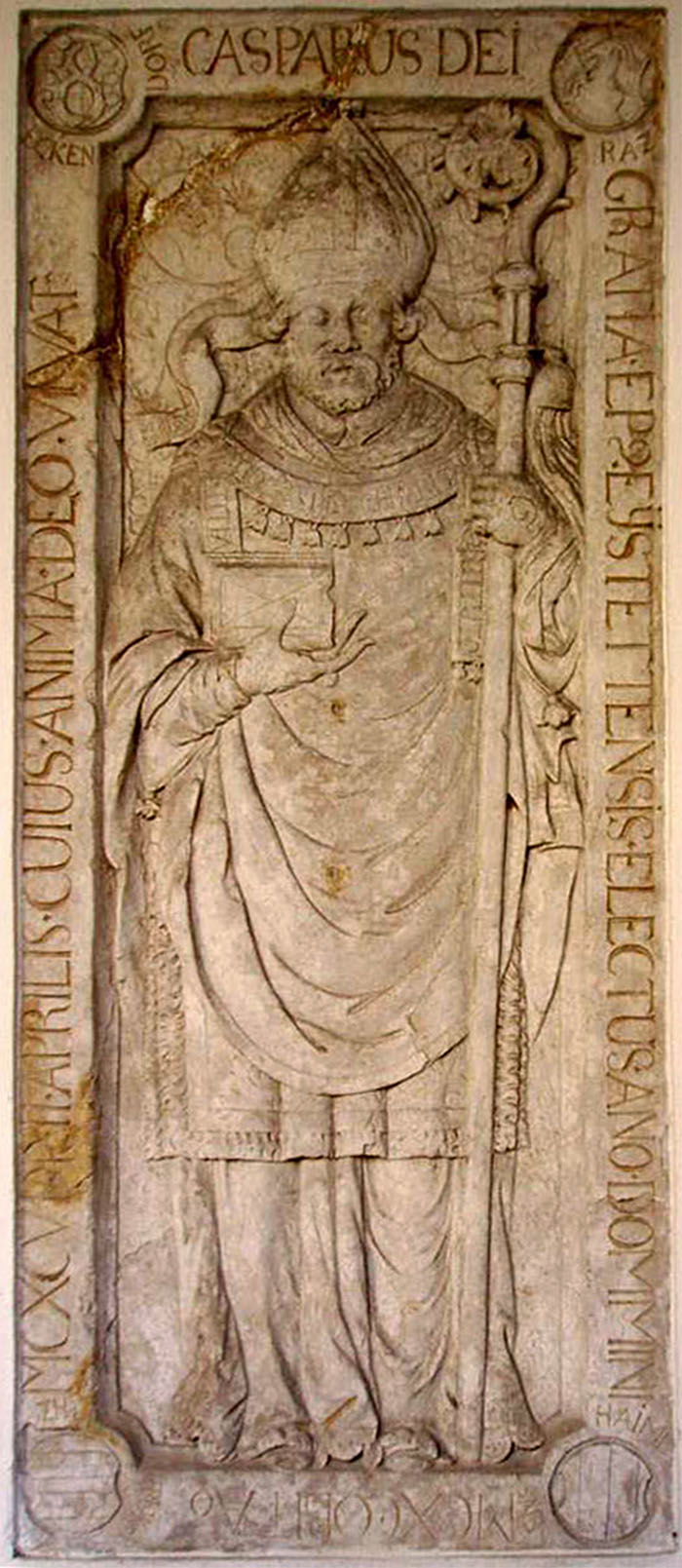
Grabplatte des Fürstbischofs Kaspar von Seckendorff im Kreuzgang des Eichstätter Doms

Kaspar von Seckendorff († 1595) war Bischof des Bistums Eichstätt und Fürstbischof des Hochstifts Eichstätt von 1590 bis 1595.

## Herkunft
Kaspar stammte aus dem fränkischen Adelsgeschlecht von Seckendorff. Namensgebender Ort ist Seckendorf bei Cadolzburg in Franken.
Am Ende seiner Schaffenszeit als Bischof stand Kaspar ab 1593 sein späterer Nachfolger Johann Konrad von Gemmingen als Koadjutor zur Seite.

## Epitaph und Wappen
Im Dom zu Eichstätt gibt es zwei Denkmale, die an ihn erinnern, einen Epitaphaltar des Fürstbischofs und die Grabplatte.
Das fürstbischöfliche Wappen, das sich auch am Epitaph befindet, ist als ein persönliches Wappen eines Bischofs üblicherweise geviert. Im Wechsel sind das Wappen des Bistums mit dem Krummstab und das Familienwappen derer von Seckendorff, ein Lindenzweig, abgebildet.